# بيسون أوروبي

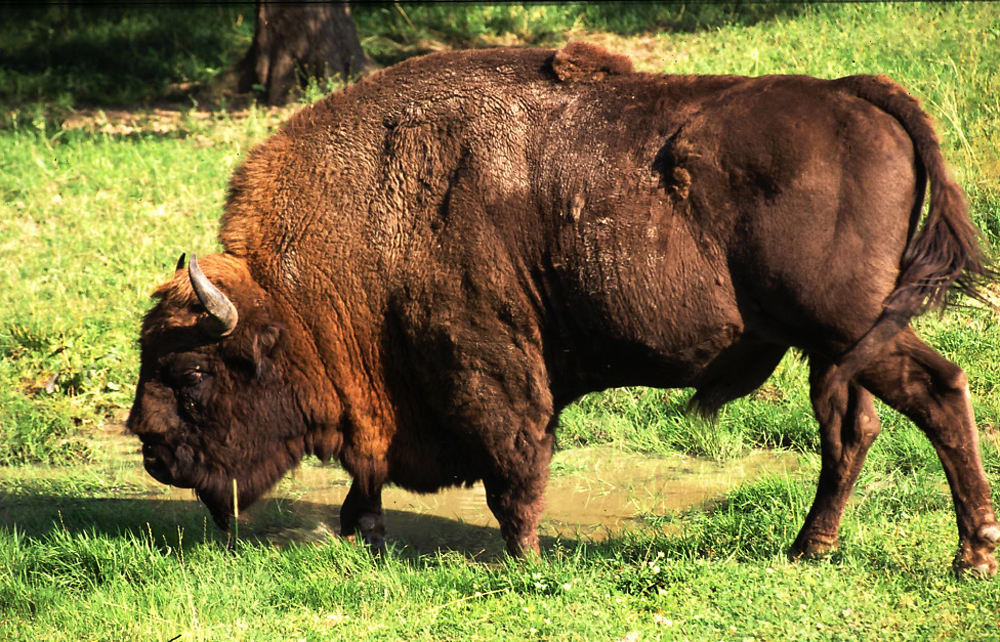
بيسون أوروبي أو ويسنت.

البيسون الأوروبيِ أو الويسنت هو نوع من جنس البيسون. يعتبر أثقل حيوان بري يعيش على اليابسة باقي على قيد الحياة في أوروبا؛ يبلغ طول البيسون الأوروبي النموذجي حوالي 2،1-3،1 م (7 إلى 10 قدم)، دون حساب طول الذيل البالغ من 30 إلى 60 سم (12 إلى 24 في)، وارتفاعه من 1،6-2 م (5 إلى 7 أقدام). الوزن يمكن أن يتراوح عادة بين 300 إلى 920 كلغ (660 إلى 2،000 رطل)، ولربما يصل وزن الثور الكبير إلى 1،000 كلغ (2،200 رطل) أو أكثر. لكنه بالمعدل يبقى أخف قليلا في الوزن من البيسون الأميركي، كما لديه شعر أقصر على الرأس والرقبة والأرباع الأمامية، بالمقابل ذيله وقرونه أطول.
يَملك البيسون الأوروبيّ 14 زوجاً، كما لديه 5 فقرات. بشكل عام، جسد البيسون الأوروبيّ أكثر اشعراراً من الأمريكي، مع أن شعر ذيل الأوروبي أغزر. وأيضاً قرنا النوع الأوروبي موجهان إلى الأعلى على امتداد الرأس، بحيث يُوجهان إلى الأمام عندما يَحني البيسون رأسه، وبهذا فهما مُعدان بشكل جيد للاستخدام في القتال والتشابك بالقرون، وذلك على عكس البيسون الأمريكي الذي يُفضل التقاتل بنطح الرؤوس. يُفضل البيسون الأوروبيّ أن يَأكل أوراق الأشجار في الغابات بدلاً من أن يَرعى السهول مثل الأمريكيّ، فرأس البيسون الأمريكي المُنخفض يُظهر هذا الاختلاف السلوكيّ بينه وبين الأوروبي، حيث أن هذا الرأس مُخصص لرعي الأعشاب الأرضية القصيرة التي يَحتاج النوع الأوروبي للانحناء إذا أراد الوصول إليها. عندما يَحل فصل الشتاء فإن ثيران البيسون الأوروبيّ تجتمع معاً في قطعان ضخمة ثم تفترق مُجدداً عندما يَذوب الجليد ويَذهب كل في طريقه.
البيسون الأوروبي هو أحد الحيوانات الوطنية في بولندا وبيلاروسيا.

## الوصف

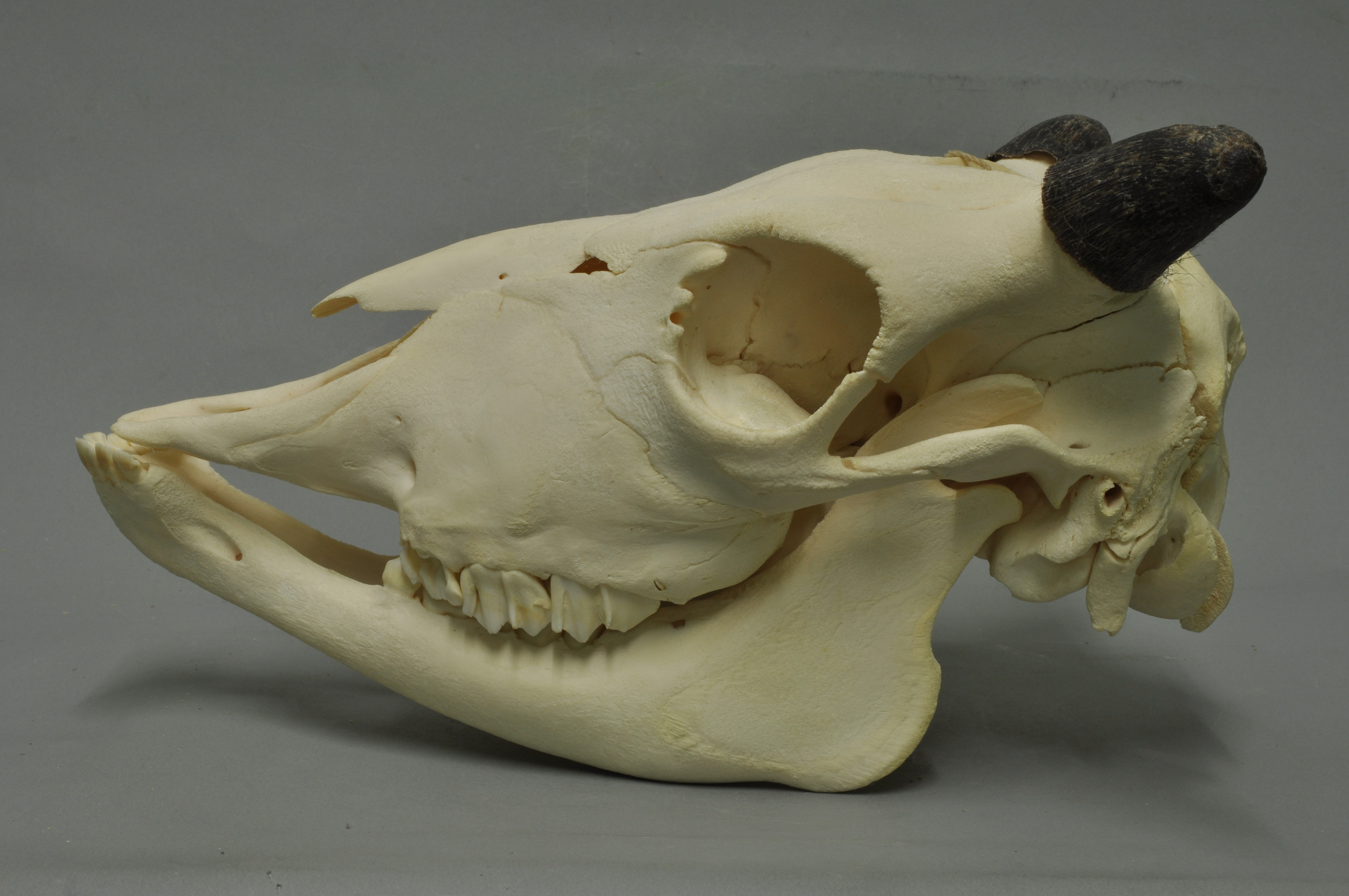
جمجمة البيسون الأوروبي

البيسون الأوروبي هو أثقل حيوان بري لا يزال على قيد الحياة في أوروبا. على غرار البيسون الأمريكي، يرجح أن يكون البيسون الأوروبي قديماً كان أكبر حجماً من المتقبين الآن؛  يبلغ طول البيسون الأوروبي حديثاً من 2.8 إلى 3.3 متر، دون احتساب الذيل الذي يتراوح طوله بين 30 إلى 92 سم وبارتفاع 1.8 إلى 2.1 متر ، ويبلغ وزنه من 615 إلى 920 كغ، بالنسبة للذكور، في حين يبلغ طول جسم الإناث من 2.4 إلى 2.9 متر بدون الذيل وبارتفاع 1.69 إلى 1.97 متر، ويتراوح الوزن من 424 إلى 633 كغ. عند الولادة، تكون العجول صغيرة جدًا، ويتراوح وزنها بين 15 و 34 كغ . يمكن أن يصل وزن البيسون الأوروبي الكبير في بعض الأحيان إلى ألف كيلوجرام أو أكثر وتشير الآثار إلى أن وزنه قديماً كان يبلغ 1.900 كغ في الأراضي المنخفضة.

## التاريخ

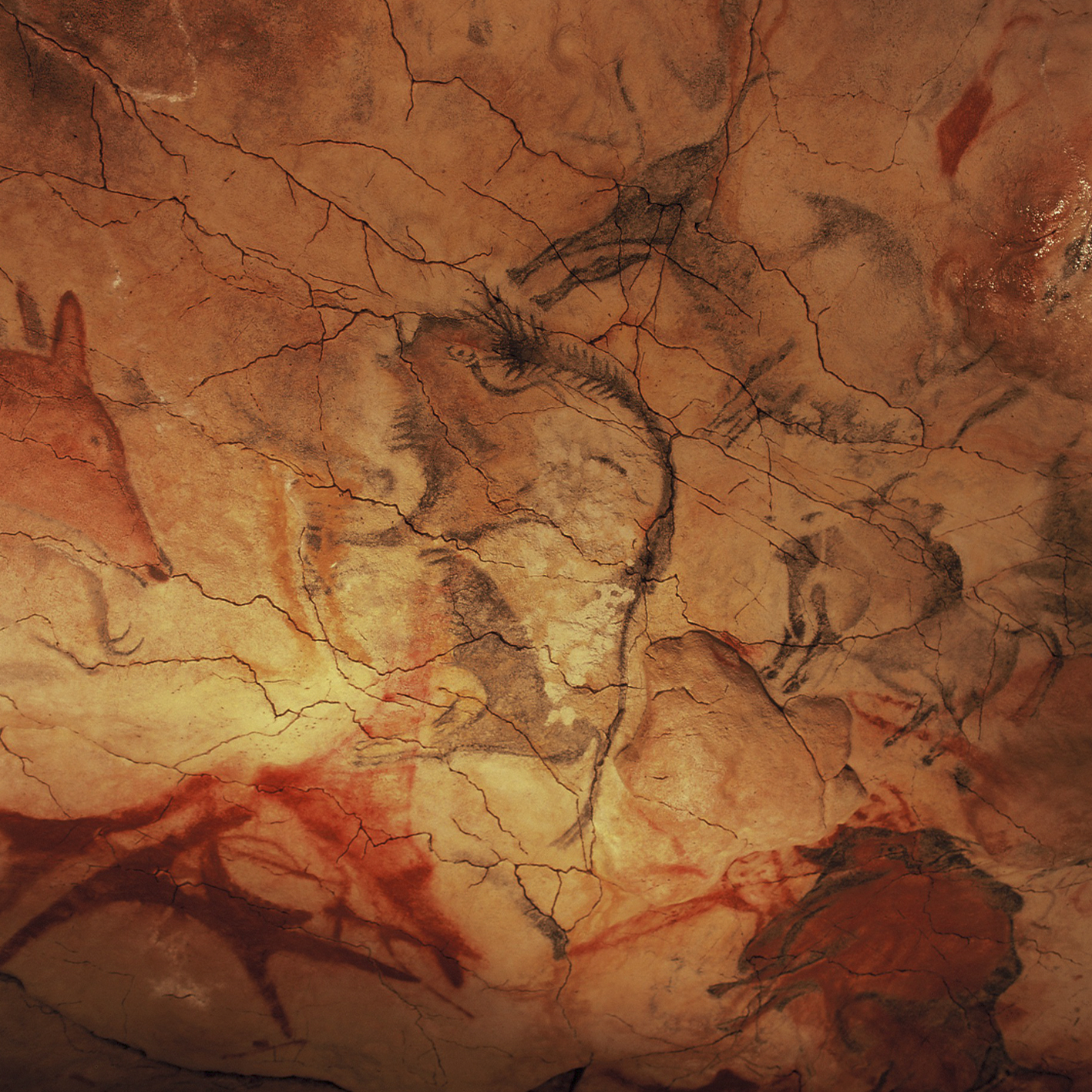
تصوير البيسون في كهف التميرا في إسبانيا

تاريخياً، شمل نطاق البيسون الأوروبي في الأراضي المنخفضة معظم الأراضي المنخفضة في شمال أوروبا، ويمتد النطاق من جبال الكتلة الوسطى إلى نهر الفولغا والقوقاز. ويحتمل أنه عاش ذات يوم في الجزء الآسيوي مما هو الآن ضمن روسيا ، ووصل نطاقه إلى بحيرة بايكال وجبال ألتاي في الشرق. البيسون الأوروبي معروف في جنوب السويد في الفترة بين 9500 و 8700 قبل الحاضر ، وفي الدنمارك بالمثل تم توثيقه فقط في عصر ما قبل البوريال (فترة من العصر الهولوسيني) . لم يتم تسجيله في الجزر البريطانية ، ولا في إيطاليا أو شبه الجزيرة الأيبيرية ،  على الرغم من أن غياب هذا النوع في عصور ما قبل التاريخ في الجزر البريطانية أمر مثير للجدل؛ تم العثور على حفريات البيسون من الأنواع غير المعروفة في دوجيرلاند أو براون بانك، وجزيرة وايت وأوكسفوردشاير، تليها السجلات الأحفورية لبيسون الغابات البليستوسينية وبيسون السهوب . بيسون السهوب المنقرض (B. priscus) معروف في جميع أنحاء أوراسيا وأمريكا الشمالية، وقد ظهر آخر مرة في الفترة من 7000 إلى 5400 قبل الميلاد،  وتم تصويره في كهف التميرا وكهف لاسكو . يُقترح أن بيسون الغابة البليستوسيني ( B. schoetensacki) كان موجودًا آخر مرة حوالي 36000 قبل الميلاد.
داخل البر الرئيسي لأوروبا، انخفض نطاقه مع توسع السكان وقطع الغابات. ويظهر من الكتابات أنه كان شائعاً في الفترة التي عاش فيها الفيلسوف الإغريقي أرسطو في نطاق جبل ميسابيون  ويُذكر أن رأسه قد تم تقديمه كهدية إلى دلفي من قبل الملك البايوني دروبيون (القرن الثالث قبل الميلاد)  في شمال بلغاريا ، بقي على قيد الحياة حتى القرن التاسع أو العاشر الميلادي. هناك احتمال أن يكون قد امتد نطاقه إلى تراقيا الشرقية (الجزء الاوروبي من تركيا) خلال القرنين السابع والثامن الميلادي. وانقرض في بلاد الغال في القرن الثامن الميلادي. وقد نجا في جبال الفوج وآردن حتى القرن الخامس عشر. في بدايات العصور الوسطى ، يبدو أنه كان لا يزال متواجداً في سهوب الغابات شرق جبال الأورال، في جبال ألتاي ، ويبدو أنه وصل إلى بحيرة بايكال في الشرق. وقد نجا البيسون الأوروبي في عدد قليل من الغابات الطبيعية في أوروبا، لكن أعداده تضاءلت.
في عام 1513، تم نقل ملكية غابة بياوفييجا، التي كانت في هذه الفترة واحدة من آخر المناطق على وجه الأرض حيث لا يزال البيسون الأوروبي يتجول بحرية، من ملكية محافظة تروكي في ليتوانيا إلى محافظة بودلاسكي ، والتي أصبحت بعد اتحاد لوبلين جزءًا من التاج البولندي. في الكومنولث البولندي الليتواني ، كان البيسون الأوروبي في غابة بياوفيجا في البداية ملكاً قانونياً لدوقات ليتوانيا وأصبح لاحقًا ملكًا لتاج مملكة بولندا . اتخذ الحكام البولنديون الليتوانيون تدابير لحماية البيسون الأوروبي، مثل الملك سيجيسموند الثاني أوغسطس الذي فرض عقوبة الإعدام على صيد البيسون غير القانوني في بياوفيجا في منتصف القرن السادس عشر. كانت القطعان موجودة في الغابة حتى منتصف القرن السابع عشر. في عام 1701، قام الملك أغسطس الثاني القوي بزيادة الحماية على الغابة بشكل كبير. تعود المصادر المكتوبة الأولى التي تذكر استخدام بعض مروج الغابات لإنتاج العلف الشتوي للبيسون إلى هذه الفترة. في أوائل القرن التاسع عشر، بعد تقسيم الكومنولث البولندي ، احتفظ القياصرة الروس بالقوانين البولندية الليتوانية القديمة التي تحمي قطيع البيسون الأوروبي في بياوفييجا. على الرغم من هذه التدابير وغيرها، استمرت أعداد البيسون الأوروبي في الانخفاض خلال القرن التالي، مع بقاء الأفراد في بيالوفيجا وشمال القوقاز فقط على قيد الحياة حتى القرن العشرين. مات آخر بيسون أوروبي في ترانسيلفانيا عام 1790.
خلال الحرب العالمية الأولى ، قتلت القوات الألمانية 600 من البيسون الأوروبي في غابة بياوفيجا  أبلغ عالم ألماني ضباط الجيش أن البيسون الأوروبي كان يواجه خطر الانقراض الوشيك، ولكن في نهاية الحرب، أطلق الجنود الألمان المنسحبون النار على جميع الحيوانات باستثناء تسعة. قُتل آخر بيسون أوروبي بري في بولندا في عام 1921. قُتل آخر بيسون أوروبي بري في العالم على يد الصيادين غير القانونيين في عام 1927 في غرب القوقاز . بحلول ذلك العام، بقي 48 بيسون فقط ، جميعها مملوكة لحدائق الحيوان. تأسست الجمعية الدولية للحفاظ على النوع في أغسطس 1923 في برلين، على غرار جمعية البيسون الأمريكية . وكان الرئيس الأول هو كيرت بريميل ، مدير حديقة حيوان فرانكفورت ، وكان من بين الأعضاء خبراء مثل هيرمان بوهلي ، وماكس هيلتسهايمر ، وجوليوس ريمر. كان الهدف الأول للمجتمع هو تقييم جميع حيوانات البيسون الحية، استعدادًا لبرنامج التربية. كان الأعضاء المهمون هم جمعية الصيد البولندية وحدائق الحيوان في بوزنان، بالإضافة إلى عدد من الأفراد البولنديين، الذين قدموا الأموال لشراء أول أبقار وثيران البيسون. تم نشر كتاب التربية في التقرير السنوي للشركة منذ عام 1932. في حين كان بريمل يهدف إلى زيادة عدد السكان ببطء من خلال الحفاظ على خط التكاثر، خطط لوتز هيك لزيادة عدد الأفراد بشكل أسرع عن طريق التهجين مع البيسون الأمريكي في مشروع تربية منفصل في ميونيخ، في عام 1934.
تم إطلاق أول فردين من البيسون في البرية في غابة بياوفيجا في عام 1929. بحلول عام 1964 كان هناك أكثر من 100. على مدى العقود التالية، وبفضل الجهود البولندية والدولية، استعادت غابة بياوفيجا مكانتها باعتبارها الموقع الذي يضم أكبر عدد من البيسون الأوروبي في العالم، بما في ذلك تلك الموجودة في البرية. في عامي 2005-2007، أصبح البيسون المسمى (بوبال) مشهوراً في جنوب شرق بولندا بسبب تفاعلاته الودية مع البشر وعدم رغبته في الاندماج مرة أخرى في البرية. اعتبارًا من عام 2014، كان هناك 1,434 بيسون في بولندا، منها 1,212 كانت في قطعان حرة و522 تنتمي إلى المجموعة البرية في غابة بياوفييجا. وبالمقارنة مع عام 2013، ارتفع إجمالي عدد الأفراد في عام 2014 بنسبة 4.1%، في حين زاد عدد سكان المراعي الحرة بنسبة 6.5%. كما تم نقل البيسون من بولندا إلى ما وراء حدود البلاد لتعزيز أعداد الأفراد المحليين في بلدان أخرى، من بينها بلغاريا وإسبانيا ورومانيا وغيرها. تم وصف بولندا بأنها المركز العالمي لتكاثر البيسون الأوروبي،  حيث تضاعف عدد البيسون بين عامي 1995 و2017، ليصل إلى 2,269 بحلول نهاية عام 2019.

## السلوك

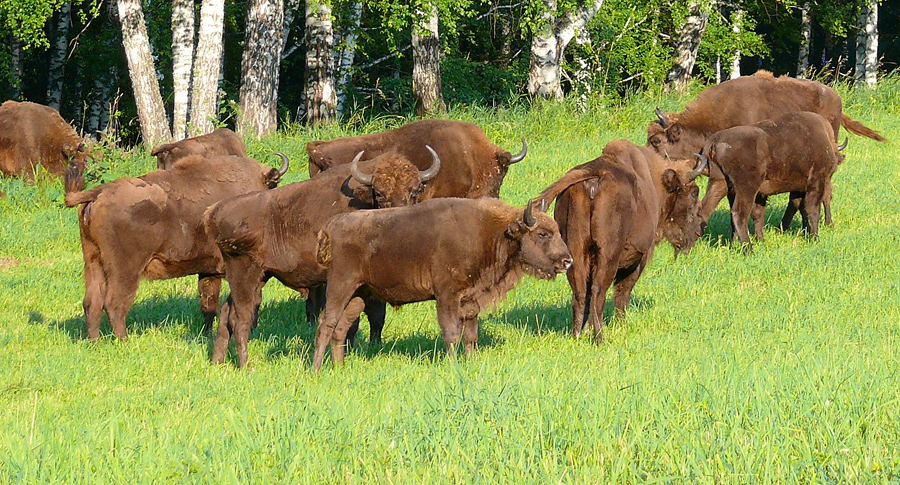
يعيش البيسون عادةً في قطعان صغيرة تتألف من حوالي 10 حيوانات

البيسون الأوروبي هو حيوان قطيع يعيش في مجموعات مختلطة وذكور فقط. تتكون المجموعات المختلطة من إناث وعجول وصغار تتراوح أعمارهم بين 2-3 سنوات وثيران صغيرة. ويعتمد متوسط حجم القطيع على العوامل البيئية، على الرغم من أنه في المتوسط يتراوح عدد الحيوانات من 8 إلى 13 حيوانًا لكل قطيع. القطعان التي تتكون من الثيران فقط هي أصغر من القطعان المختلطة، وتحتوي على فردين في المتوسط. قطعان البيسون الأوروبي ليست وحدات عائلية. تتفاعل القطعان المختلفة في كثير من الأحيان، وتتحد، وتنقسم بسرعة بعد تبادل الأفراد.
وقد وصف المتخصصون البنية الاجتماعية للبيسون بأنها نظام أمومي ، حيث أن أبقار القطيع هي التي تقوده، وتقرر المكان الذي تنتقل إليه المجموعة بأكملها للرعي. على الرغم من أنهم أكبر حجماً من الإناث، إلا أن أكبر وأقوى الذكور عادة ما يكون دورهم مراقبين ينشطون حول حواف القطيع لحماية المجموعة. يبدأ في أداء دور أكثر نشاطًا في القطيع عندما يظهر خطر على سلامة المجموعة، وكذلك خلال موسم التزاوج، عندما تتنافس مع بعضها البعض.